# Bill Nelson (músico)
Bill Nelson es el nombre artístico de William Nelson, quien es un reconocido músico de rock, y además también es pintor. Se hizo conocido con su banda progresiva, glam y new wave Be-Bop Deluxe, en la década de 1970, y luego se hizo solista, como es hasta actualmente. Nelson también trabajó con distintos músicos, como Yellow Magic Orchestra, John Foxx, Yukihiro Takahashi, Mick Karn, Steve Jansen, A Flock of Seagulls,  Cabaret Voltaire, Sheila Chandra, Monsoon, Fiatlux, Roger Eno, Ian Nelson, The Skids, Channel Light Vessel, y otros más.

## Biografía
Nació en Wakefield, Yorkshire, Inglaterra el 18 de diciembre de 1948. Fue el primero de dos hijos de una humilde familia de artistas, pues su padre dirigía una orquesta musical y su madre había sido bailarina; y su único y menor hermano, Ian (23 de abril de 1956 - abril de 2006), también se dedicaría a la música, colaborando con Be-Bop Deluxe, integrando Red Noise (proyecto de Bill después de la separación de Be-Bop Deluxe) y formando en los ochenta Fiat Lux.
Estudió en el Wakefield College Of Art, donde se interesó por el trabajo del poeta y cineasta francés Jean Cocteau. En esa época también sintió influencia por el estilo de tocar guitarra de Duane Eddy.
Inició su carrera musical en un proyecto de música psicodélica llamada A-austr (1970), y poco después lanzó su primer álbum solista, Northern Dream.

### Be-Bop Deluxe
En 1972, después de lanzar su álbum solista, Nelson forma Be-Bop Deluxe con su amigo de niñez Ian Parkin (guitarra rítmica), Robert Bryan (bajo y coros) y Nicholas Chatterton-Dew (batería y percusión). En los dos primeros años (1972-73), Nelson y su banda hacían conciertos en pubs, y en 1974, lanzaron su primer álbum "Axe Victim".
Para 1975, sólo Nelson es el único miembro de Be-Bop Deluxe, y para la grabación de Futurama recluta a Charlie Tumahai (bajo, persusión, coros) y Simon Fox (batería, percusión). Para el tour del álbum, la banda integra al teclista Andy Clark, quien se convierte al poco tiempo en miembro permanente. Luego, grabarían los álbumes restantes Sunburst Finish (1976), Modern Music (1976) y Drastic Plastic (1978).
A través de los años, la banda pasó por distintos cambios, con el glam rock, progresivo, punk, synthpop y new wave.

### Red Noise
Luego de la separación de Be Bop Deluxe, Nelson y el teclista Andy Clark formaron otro proyecto, considerado como un segundo "Be-Bop Deluxe", Red Noise. Nelson, entonces, llamó a su hermano Ian, en saxofón para integrar la banda. Este último había tocado saxofón en una canción de Be Bop Deluxe, "Ships In The Night".
En 1979, Red Noise lanzó un álbum Sound On Sound, compuesto de canciones que debían formar parte de un siguiente álbum de Be-Bop Deluxe, cuyo estilo estaba transformando del rock progresivo al new wave y la electrónica, la cual comenzaba a ponerse en boga en aquella época. El proyecto duró poco, y Nelson sólo contaría con su hermano Ian y el pianista Clark para su carrera solista.

## Instrumentos
- Guitarra Gibson ES-345 Stereo, la cual usó durante sus años con Be Bop Deluxe.
- Guitarra Fender Stratocaster, que usó en su tiempo con Be Bop Deluxe.
- Guitarra Yamaha SG 2000, la cual usó en sus últimos años con Be Bop Deluxe.